# Radulinus
Radulinus  és un gènere de peixos pertanyent a la família dels còtids.

## Taxonomia
- Radulinus asprellus (Gilbert, 1890)[2]
- Radulinus boleoides (Gilbert, 1898)[3]
- Radulinus taylori (Gilbert, 1912)
- Radulinus vinculus (Bolin, 1950)[4][5][6][7][8]